# Grad Prägrad
Grad Prägrad (nemško Burg Prägrad) je bil srednjeveški grad, ki je stal v gozdu južno od istoimenskega zaselka Prägrad. Skromne ruševine so okoli 3 km jugozahodno od  mesteca Trg na Koroškem (nemško Feldkirchen) na avstrijskem Koroškem proti Osojskemu jezeru, na pečini s pogledom na močvirnato dolino med Feldkirchenom  in Osojskim jezerom. Ime je slovenskega izvora in pomeni naselje »pred gradom«. Ruševine gradu izhajajo iz 12. stoletja.

## Zgodovina
Grad je prvič omenjen v dokumentu iz leta 1166. Takrat je Konrad Burggraf Nürnberga, ki je znan tudi kot grof Raab, ta grad prodal škofu v Bambergu. Njegov ministerial, Meginhalm iz Prägrada, je tako postal bamberški ministerial. Vloga gradu je bilo varovanje pomembne poti/ceste vzdolž južne obale Osojskega jezera. Enkrat v naslednjih 90 letih so verjetno grad Prägrad pridobile koroške vojvode, saj se je leta 1258 Konrad iz Prägrada prišteval med ministerijale koroških vojvod. V 14. stoletju je bil grad še enkrat pod nadškofijo Bamberg in je služil tudi za zaščito mesta Feldkirchen. 1305 se Prägrad omenja kot bivalni grad (haus) in leta 1377 kot trdnjava.
Leta 1377 je grof Friderik Ortenburški s soglasjem njegovega nadškofovskega fevdalnega gospoda grad prepustil grofu Hermanu Celjskemu. Po smrti Ulrika II. Celjskega leta 1456 tudi ta posest pripade cesarju Friderika III. Ta je grad podaril svojemu kanclerja, krškemu škofu Ulriku IV., ki ga je leta 1468 dal v fevd Jakobu von Ernau. Leta 1553 je krški škof Janez VI. je fevd potrdil bratoma Heronimu in Juriju von Ernau. Potomci in njihovi skrbniki so si zgradili svoj domači grad na vzhodni obali Osojskega jezera in zapustili stari grad. Sčasoma se je grad spremenil v razvaline. Baronu Frideriku von Herbersdorffu je leta 1609 potrdil v fevd krški škof Janez-Jacob grad Prägrad, ki ga je ta pred kratkim kupil od Ulrika von Ernau. 1628 je prišlo gospostvo v last Osojskega samostana, kjer je ostalo vse do sekularizacije v začetku 19. stoletja. Pozneje je bila posest v kmečki zasebni lasti. Ruševine skupaj z okoliškimi gozdovi so v zadnjih desetletjih v lasti  družine Buttazoni.